# Hein Spreckelsen
Hein Spreckelsen (* 2. Dezember 1934 in Wesermünde; † 25. Januar 2023 in Nienburg/Weser) war ein deutscher evangelischer Theologe. Von 1984 bis 1999 war er Landessuperintendent für den Sprengel Calenberg-Hoya der Evangelisch-lutherischen Landeskirche Hannovers.

## Leben
Hein Spreckelsen studierte evangelische Theologie und Kunstgeschichte in Marburg, Heidelberg, Basel und Göttingen. 1961 beendete er sein Vikariat und wurde Pastor an der St.-Michaelis-Kirche in einem Neubaugebiet in Diepholz. Zudem war er zuständiger Militärpfarrer in der Region. Im Jahr 1970 ging Spreckelsen als Pastor auf die Insel Juist. 1976 wurde er Superintendent des Kirchenkreises Bremervörde und 1984 Landessuperintendent für den Sprengel Calenberg-Hoya. Zum 31. Dezember 1999 ging Hein Spreckelsen in den Ruhestand. Bis zu seinem Tod war Spreckelsen Konventuale im Kloster Loccum.

## Werke (Auswahl)
- Aschermittwochgottesdienste. Museumsverein für die ehemaligen Grafschaften Hoya, Diepholz und Wölpe, Nienburg (Weser) 2013, ISBN 978-3-9813995-7-8.